# Dervish Shaqa
Dervish Shaqa (* 1912 in Lluka e Epërme, Deçan, Osmanisches Reich, heute Kosovo; † 11. April 1985 in Rashbull, Durrës, Albanien) war ein albanischer Folkloresänger.

## Biografie
Dervish Shaqa hat bis zum Jahr 1956 in Kosovo gelebt, ehe er aufgrund der Verfolgung durch die UDBA flüchten musste. Er begab sich mit seinem Gesangspartner, Demush Neziri, nach Rashbull in der Nähe von Durrës, Albanien. Dort ging er seinem Beruf, dem Singen, wieder nach und offenbarte seine Gefühle in Form von Liedern, welche für ihn die einzige Form war, seine Gefühle zu zeigen. Den Schmerz über seine zurückgelassene Familie und über seine Heimat. Diese spricht er vor allem in dem Lied Kur ta ktheva Kosovë shpinën, e lamë borë e gjetëm dimën (dt. Als ich dir Kosova den Rücken kehrte, verließen wir den Schnee und fanden den Winter).
Eines seiner bekanntesten Lieder Kënga e Rexhës (dt. Das Lied von Rexha) ist auch außerhalb der albanischen Sprachgrenze bekannt und wird auch auf Bosnisch interpretiert.

## Diskografie
- Oj Shqipni mos thuj marova
- Të shtat krajlat e rrehin teli
- Kërsiti pushka, ushtoje mali / Kënga e vrrasjës së Bajram Currit
- Kur ta kthyem Kosovë shpinen
- Kënga ë Kamber Loshit
- Kurrë Kosovë s`tu nda gazepi / Kënga e Azem Galicës
- Isa beg po t'thrret nona
- Nak Berisha
- N´Verra t´LLukes e n´qafë t´Morinës
- Haxhë Mustafa
- Prej Podrimës po vjen haberi
- Pyet Kosova për një çikë
- Kënga e Rexhës
- Haj medet për Lug t`Baranit
- N`drrasë të vekut kushë po kanë
- Moj e mira n`der të stanit
- E kam pas nje çiteli
- Hasan Aga n'kambë na çue
- Na ra shkjau n'katër anë